# Ghetts
Ghetts, pseudonimo di Justin Clarke (Plaistow, 9 ottobre 1984), è un rapper britannico.

## Biografia
Ghetts ha pubblicato il proprio album in studio di debutto Rebel with a Cause nel 2014, col quale ha conseguito il suo primo ingresso nella Official Albums Chart e la sua prima nomination ai BET Awards.
Il secondo disco Ghetto Gospel: The New Testament è arrivato quattro anni dopo, piazzandosi in 30ª posizione nella classifica LP britannica. Nel novembre 2021 ha imbarcato una tournée con tappe sia in Irlanda che nel Regno Unito a supporto dell'album Conflict of Interest, numero due nella Official Albums Chart.
Il mese seguente è stato candidato per la prima volta ai BRIT Award, il principale premio musicale nazionale, nella categoria di miglior artista hip hop/grime/rap.

## Discografia

### Album in studio
- 2014 – Rebel with a Cause
- 2018 – Ghetto Gospel: The New Testament
- 2021 – Conflict of Interest
- 2024 – On Purpose, with Purpose

### EP
- 2015 – 653 (con Rude Kid)

### Mixtape
- 2005 – 2000 & Life
- 2007 – Ghetto Gospel
- 2008 – Freedom of Speech
- 2010 – The Calm Before the Storm
- 2016 – Momentum 2 (The Return of Ghetto)

### Singoli
- 2011 – Whos on the Panel
- 2011 – On a Level
- 2014 – Fire Burning (feat. Kof)
- 2016 – YouDunKnow Already
- 2016 – Peng Tings (con Rude Kid)
- 2017 – Know My Ting (feat. Shakka)
- 2018 – Black Rose
- 2018 – Preach
- 2019 – Love Ain't Enough (con Jacob Banks)
- 2019 – Player (con S Wavey e Ryan de la Cruz)
- 2019 – Listen
- 2019 – Legends Don't Die (con Rude Kid)
- 2020 – Mozambique (feat. Jaykae & Moonchild Sanelly)
- 2020 – Ic3 (feat. Skepta)
- 2020 – Proud Family
- 2021 – Skengman (feat. Stormzy)
- 2021 – Little Bo Peep (feat. Dave, Hamzaa & Wretch 32)
- 2021 – No Mercy (feat. Pa Salieu & BackRoad Gee)
- 2022 – Daily Puppy (feat. GRM Daily)
- 2022 – Grandma's Place (con Jah Digga e Georgia Copeland)
- 2023 – U Get Me? (con Guvna B)
- 2023 – Laps (feat. Moonchild Sanelly)
- 2023 – Twin Sisters (feat. Skrapz)
- 2024 – Tumbi
- 2024 – Double Standards (feat. Sampha)

### Collaborazioni
- 2019 – Where Do We Come From? (D Double E feat. Ghetts)